# NGC 5145
NGC 5145 is een spiraalvormig sterrenstelsel in het sterrenbeeld Jachthonden. Het hemelobject werd op 9 april 1787 ontdekt door de Duits-Britse astronoom William Herschel.

## Synoniemen
- UGC 8439
- MCG 7-28-9
- ZWG 218.10
- IRAS 13230+4331
- PGC 46934